# Auguste Stephane
Auguste Stéphane (Saint-Etienne, 9 de febrero de 1863 - ?) fue un ciclista francés de finales del siglo XIX. Su victoria más destacada fue la Burdeos-París de 1892.

## Palmarés
- 1892
  - 1º en la Burdeos-París
- 1894
  - 1º en la París-Spa
- 1897
  - 1º en la Tolosa-Agen-Tolosa